# Cercle de recherche et d'action pédagogiques

Le logo du CRAP depuis 2021

Le Cercle de recherche et d’action pédagogiques (CRAP) est une association française de recherche en pédagogie. Elle publie notamment la revue mensuelle Cahiers pédagogiques.

## Objectifs
Le CRAP est un mouvement pédagogique militant, ouvert à tous les acteurs de l’école, dans la filiation des engagements de l'éducation nouvelle. Il prône une démocratisation et une transformation de l’école, et une révolution du métier d’enseignant. Il a été créé par Francois Goblot, encouragé par Gustave Monod en 1946 sous le nom d'ANECNES, et  à partir de 1963, de la Fédération des Cercles de recherches et d’action pédagogiques qui devient Cercle de recherches et d’action pédagogiques (CRAP). 
L'association prend ainsi position sur les réformes scolaires existantes et soutient la mise en œuvre de celles qui lui semblent indispensables. Elle organise régulièrement des colloques et des journées de formation, autour de thèmes comme le socle commun des connaissances et des compétences, l’aide aux élèves, ou encore les changements dans le métier d’enseignant.

## Historique
L'association est créée en 1963, autour de la revue des Cahiers pédagogiques dont elle est la société éditrice. 
Elle est présidée depuis 2025 par Alexandra Rayzal. Les présidents précédents ont été Gwenaël Le Guével (d), professeur en SEGPA, (2021-2025), Michèle Amiel, proviseure honoraire (2020-21),  Roseline Prieur (d)-Ndiaye, professeure de SVT en fonction de 2015 à 2020 et Philippe Watrelot, professeur de sciences économiques et sociales et formateur d'enseignants de 2012 à 2020.